# 鎔金金屬
本條目介紹《迷霧之子》中能被鎔金術（Allomancer）、藏金術（Feruchemical）與血金術（Hemalurgy）利用的十六種鎔金金屬。

## 概述
僅有十六種金屬能被鎔金術、藏金術與血金術利用，它們便被稱為鎔金金屬。
依照其影響的特性分成四組：肢體金屬、意志金屬、增強金屬和時間金屬，每類金屬各四種。其中廣為人知的肢體金屬與意志金屬稱為基本金屬，其他的稱為高等金屬。又可因其影響範圍，分為推引金屬與拉引金屬，或內部金屬與外部金屬。另外還有二種金屬，被稱為"神金"（God Metals）
而金屬的純度與合金的比例也都非常重要。

## 基本金屬（Basic metals）列表
共有八種鎔金基本金屬，兩兩成雙，一者為拉引金屬（以下白框表示），另一者為其合金，並為推引金屬（以下藍框表示）；也可四四分組，分成肢體金屬（鐵、鋼、錫、白鑞）與意志金屬 （鋅、黃銅、紅銅、青銅），也可再細分為內部金屬與外部金屬。
| 金屬：      | 鎔金術能力                                                               | 鎔金術師名稱                     | 藏金術能力           | 藏金術師名稱          | 血金術能力             |
| 鐵 Iron     | 拉引附近的金屬                                                           | 扯手（Lurcher）                  | 儲存重量             | 掠影（Skimmer）       | 偷走人類的體力         |
| 鋼 Steel    | 推附近的金屬                                                             | 射幣（Coinshot）                 | 儲存肢體速度         | 鋼奔（Steelrunner）   | 偷走鎔金術肢體能力     |
| 錫 Tin      | 增強感官                                                                 | 錫眼（Tineye）                   | 儲存感官             | 風語（Windwhisperer） | 偷走人類的感官         |
| 白镴 Pewter | 增強肢體力量                                                             | 打手（Thug）/白鑞臂（Pewterarm） | 儲存肢體力量         | 蠻力（Brute）         | 偷走藏金術肢體能力     |
| 鋅 Zinc     | 煽動（鼓譟）情緒                                                         | 煽動者（Rioter）                 | 儲存心智（思考）速度 | 星火（Sparker）       | 偷走人類的情感感知能力 |
| 黃銅 Brass  | 安撫（抑制）情緒                                                         | 安撫者（Soother）                | 儲存溫暖（溫度）     | 火靈（Firesoul）      | 偷走藏金術意志能力     |
| 紅銅 Copper | 隱藏鎔金術脈動不被搜尋者發覺，燃燒紅銅者也能使自身抵抗意志系鎔金術的影響 | 煙陣（Copperclound）             | 儲存記憶             | 庫藏（Archivist）     | 偷走人類的意志能力     |
| 青銅 Bronze | 感應四周的鎔金術使用痕跡                                                 | 搜尋者（Seeker）                 | 儲存清醒             | 哨兵（Sentry）        | 偷走鎔金術意志能力     |

### 肢體金屬（Physical metals）

#### 鐵
- 外部拉引金屬
- 使用鎔金術燃燒時，會看見數條藍線由胸中射出而，每條藍線的端點都是一個金屬源，燃燒鐵時將可以以意識將比自身輕的金屬「拉」向自身；而拉引比自己重的物體則會將自己拉向物體。而鐵拉無法拉引鋁或任何人體內的金屬，即便只有一小部分刺穿（其實強大的鎔金術師還是可以辦到）。
- 在藏金術中，鐵可用來儲存體重，儲存時體重下降，汲取時增大。

#### 鋼
- 外部推引金屬
- 使用鎔金術燃燒時，和鐵相反，可將金屬推離自身，比自身輕的金屬被「推」時會遠離；而比自己重的物體則會將使自己遠離。如同鐵，鋼推和鐵拉皆無法影響鋁或任何人體內的金屬。
- 在藏金術中，鋼可用來儲存速度，儲存時動作變緩，汲取時變快。

#### 錫
- 內部拉引金屬
- 使用鎔金術燃燒時，將同時大幅提升感官能力。
- 在藏金術中，錫可用來儲存感官能力，而一個金屬意識只能儲存一種感官，必須分開儲存不同感官。儲存時該感官變得遲鈍，汲取時變敏銳。

#### 白鑞
- 內部推引金屬
- 使用鎔金術燃燒時，大幅提升身體機能，包括：耐力、平衡感、力氣、癒合力…等。
- 在藏金術中，白鑞可用來儲存力量。

### 意志金屬（Mental metals）

#### 鋅
- 外部拉引金屬
- 使用鎔金術燃燒時，可煽動（鼓譟）他人情緒。可同時針對單一或群體，對數種特定情緒進行操縱，使某項情緒特為突出。
- 在藏金術中，鋅可用來心智速度，儲存時減緩推理與思考能力，汲取時推理與思考更為迅速。

#### 黃銅
- 外部推引金屬
- 使用鎔金術燃燒時，可安撫（仰制）他人情緒。可對單一或群體，對數種特定情緒進行操縱，藉由仰至其他情緒，使某項情緒特為突出。相較於鋅的煽動，黃銅的安撫令人較不易察覺。
- 配合硬鋁燃燒時可以操縱克羅斯
- 在藏金術中，黃銅可用來儲存體溫，儲存時體溫下降，汲取時保持溫暖。

#### 紅銅
- 內部拉引金屬
- 使用鎔金術燃燒時燃燒者自己無法被情緒鎔金術影響，此外也可在周遭布下隱形的「雲」阻隔其內的鎔金脈動傳出，在紅銅雲內的人使用鎔金術就不會被搜尋者及青銅鎔金使用者發覺；但強大的鎔金術師還是能有辦法進行穿透（要配合硬鋁或血金術才能做到）。
- 在藏金術中，紅銅可用來儲存特定記憶，儲存時該記憶被抹除，汲取時可被完整取出。這是泰瑞司守護者運用的最廣泛的能力。

#### 青銅
- 內部推引金屬
- 使用金術燃燒時，可「聽見」鎔金脈動，藉由鎔金脈動便可了解所燃燒的金屬種類和位置，甚至是對方的金屬存量或影響的情緒。紅銅鎔金術師煙陣一般都能抵擋搜尋者的感應能力。
- 在藏金術中，青銅可用來儲存清醒，儲存時精神渙散、打瞌睡，汲取時可保持清醒。

## 高等金屬（Higher metals）列表
高等金屬與基本金屬一樣兩兩成雙，其中包括增強金屬和時間金屬。另外，其中四種金屬在《迷霧之子》的故事中並未提及。值得一提的是天金並不是屬於時間金屬。
| 金屬：            | 鎔金術能力                                                 | 鎔金術師名稱             | 藏金術能力 | 藏金術師名稱         | 血金術能力           |
| 鋁 Aluminum       | 毀去鎔金術師自身所有的金屬存量                             | 鋁蟲（Aluminum Gant）    | 儲存身分   | 真我（Trueself）     | 偷走鎔金術增強系能力 |
| 硬鋁 Duralumin    | 增強下一個燃燒的金屬能力，但存量會瞬間消耗完。             | 硬鋁蟲（Duralumin Gant） | 儲存聯繫   | 聯繫（Connecter）    | 偷取聯繫與身份       |
| 鉻Chromium        | 毀去其它鎔金術師所有的金屬存量                             | 水蛭（Leecher）          | 儲存運氣   | 旋轉（Spinner）      | 移除所有力量         |
| 鎳鉻Nicrosil      | 增強其它鎔金術師下一個燃燒的金屬能力，但存量會瞬間消耗完。 | 鎳爆（Nicroburst）       | 儲存授予   | 承魂（ Soulbearer ） | 偷取授予             |
| 鎘Cadmium         | 使周圍一定範圍的時間變慢                                   | 脈動（Pulser）           | 儲存呼吸   | 喘息（Gasper）       | 偷取時間鎔金術       |
| 彎管合金Bendalloy | 使周圍一定範圍的時間變快                                   | 滑行（Slider）           | 儲存養分   | 吞蝕（ Subsumer ）   | 偷取靈魂藏金術       |
| 金 Gold           | 看見自己的過去                                             | 命師（Augur）            | 儲存健康   | 製血者（Bloodmaker） | 偷取混合藏金術       |
| 電金 Electrum     | 看見自己的未來                                             | 預言師（Oracle）         | 儲存決心   | 頂峰（Pinnacle）     | 偷取增強鎔金術       |

### 增強金屬（Enhancement metals）

#### 鋁
- 內部拉引金屬
- 使用鎔金術燃燒時，會瞬間清空該鎔金術師所有的金屬存量，對鎔金術師來說這根本毫無用處。鋁和其數種合金無法被鎔金術影響，不能被推與拉，亦可防止人被情緒鎔金術影響，《迷霧之子番外篇：執法鎔金》中提及以鋁的價格非常昂貴，比黃金和白金都貴，以其制成子彈是扯手和射幣無法感知，也不能被推與拉，因此是鋁彈是殺死扯手和射幣的有效手段[3]。
- 在藏金術中，已知鋁可用來儲存身分的靈魂，詳細情形尚不明瞭。
- 山德森在部落格中提到，鋁不會有天金影子，天金的預知未來對鋁無效。

#### 硬鋁
- 內部推引金屬
- 硬鋁由鋁，紅銅，鎂和磁石混合而成。
- 使用鎔金術燃燒時，會瞬間燒盡該鎔金術師正在燃燒的金屬的所有存量，並同時釋放極大的金屬力量。
- 在藏金術中，硬鋁可用來儲存聯繫感，儲存時降低他人對自我的意識和好感，汲取時能迅速與別人建立信任關係。

#### 鉻
- 外部拉引金屬
- 《迷霧之子番外篇：執法鎔金》中新出現的金屬
- 使用鎔金術燃燒時，碰觸其他鎔金術師，會瞬間清空其所有的金屬存量。
- 在藏金術中，鉻可用來儲存運氣，儲存時諸事不順，汲取時能帶來好運。

#### 鎳鉻
- 外部推引金屬
- 《迷霧之子番外篇：執法鎔金》中新出現的金屬
- 燃燒時，碰觸其他鎔金術師，會瞬間燒盡其正在燃燒的金屬的所有存量，並同時釋放極大的金屬力量。
- 在藏金術中，已知鎳鉻可用來儲存授予，詳細情形尚不明瞭。

### 時間金屬（Temporal metals）

#### 鎘
- 外部拉引金屬
- 《迷霧之子番外篇：執法鎔金》中新出現的金屬
- 使用鎔金術燃燒時，可在一定範圍內架起「速度圈」，並拉扯時間，使時間變慢。這時由圈內往圈外看會，看見一片模糊。
- 在藏金術中，鎘可用來儲存呼吸，儲存時呼吸急促，汲取時能降低肺的氧氣需求量，同時補充血液溶氧量。

#### 彎管合金
- 外部推引金屬
- 《迷霧之子番外篇：執法鎔金》中新出現的金屬
- 使用鎔金術燃燒時，可在一定範圍內架起「速度圈」，並壓縮其中時間，使時間變快。這時由圈內往圈外看，會看見一切緩慢進行，在「速度圈」內射出的子彈一旦進入正常的時間速度就會減漫而亂跑，因此使用者大多用以近戰來作為戰鬥手段。
- 在藏金術中，彎管合金可用來儲存養分和卡路里，儲存時暴飲暴食而不增胖或有飽足感，汲取時不需攝食。也可用來調解液體需求。

#### 金
- 內部拉引金屬
- 使用鎔金術燃燒時，會看見（也可說同時成為）過去或做出不同選擇的自己，稱為「金影」。
- 在藏金術中，金可用來儲存健康，儲存時免疫力和癒合力下降，汲取時則能迅速恢復傷病。

#### 電金
- 內部推引金屬
- 燃燒電金者，可以看到自己幾秒鐘後的未來。但也因此可以對天金鎔金術師作的預測產生干擾，被稱為「窮人的天金」。
- 電金藏金術師可以儲存決心，儲存時會有憂鬱傾向，釋放時會進入狂熱狀態。

## 神之金屬（God metals）列表
神之金屬並不是自然的產物，而是神──存留與滅絕的軀體，因此其能力異常強大與特殊。
| 金屬：          | 鎔金術能力                             | 鎔金術師名稱 | 藏金術能力 | 血金術能力                               |
| 天金 Atium      | 看見他人的未來                         | 先知Seer     | 儲存年紀   | 偷取任意力量(鎔金術藏金術等)             |
| 脈天金 Malatium | 迷霧之子燃燒時會會看見他人的「金影」。 | 未知         | 未知       | 未知                                     |
| 天鉑 Lerasium   | 賦予所有鎔金屬能力                     | 未知         | 未知       | 偷取所有人體能力                         |
| 諧金harmonium   | 未知                                   | 未知         | 未知       | 未知                                     |
| 特雷金Trellium  | 未知                                   | 未知         | 未知       | 偷取任意力量並授予坎得拉(鎔金術藏金術等) |

### 天金
- 天金是滅絕的身體，只生產於海司辛深坑。
- 使用金術燃燒天金，將可看見數秒鐘之後的殘影，同時心智能力和反應速度將大幅提升，且長時間燃燒會感到疲憊。天金燃燒得非常快。
- 鎔金術對抗天金的手段是自己一同燃燒天金，或燃燒電金來對對天金鎔金術師作的預測產生干擾。
- 同時天金也是最後帝國的經濟命脈。統御主為了防止滅絕得到身體而將大部分的天金藏匿於坎德拉家鄉，再利用剩下的天金操縱貴族和帝國的經濟。

### 脈天金
- 由天金與金所構成的合金。
- 使用鎔金術燃燒時，會看見他人的「金影」。
- 在《迷霧之子：最後帝國》中，凱西爾離開海斯辛後於旅途中據說可以殺死統御主的金屬，而凱西爾將它稱為第十一金屬。

### 天鉑
- 天鉑是存留的身體,只在昇華之井所處的房間另一端被找到過

- 不是迷霧之子的人燃燒天鉑將會變成迷霧之子。但獲得鎔金能力只是他的副作用，交由真正懂得使用的人會產生一種尚無人知曉的效應。
- 天鉑和其他16種金屬的合金會讓使用者成為那種金屬的迷霧人。
- 已經是迷霧人或迷霧之子者，燃燒會讓能力永久大幅增強。
- 但拉剎克並非使用天鉑把自己變成迷霧之子，而是利用昇華之井的力量昇華自己。

### 諧金
- 諧金是和諧的身體
- 合金化天金與天鉑不會產生諧金,雖然很難,但可以從諧金中獲得天金和天鉑,但不是透過機械手段。
- 和特雷金互相排斥，它們越靠近，排斥力就越強。

### 特雷金
- 和諧金互相排斥，它們越靠近，排斥力就越強。

## 鎔金術語
燃燒
鎔金術師消耗金屬以支取力量的過程，他們必須吞下懸浮於液體中的金屬，這些在腹中的金屬才能用來燃燒。
驟燒
鎔金術師用全力燃燒金屬，會以極快的速度消耗金屬，但同時也可產生比平常大的能力。
延燒
鎔金術師緩慢地燃燒金屬，會以很慢的速度消耗金屬，非戰鬥時一部分的鎔金術師用以此方法燃燒金屬，為自己提供最基本的強化和保護。
熄滅
鎔金術師停止燃燒金屬。
錨點
鎔金術師燃燒鐵或鋼時，用來推或拉的一塊金屬。
鎔金脈動
鎔金術師在燃燒金屬時產生的特有鼓動，可被燃燒青銅者聽見。不同金屬的脈動聲也有所不同。
紅銅雲
燃燒紅銅時所散發出的區域。可遮蔽鎔金脈動傳出，並防止情緒鎔金術的影響。
速度圈
時間鎔金術所影響的範圍，可改變其中時間流動的快慢。速度圈一旦架起便無法移動，任何通過的物體都會偏折，速度越快、質量越小的物體偏折越大，因此從圈內開槍是幾乎不會命中圈外的物體。
使用
藏金術師從金屬意識中汲取之前儲存的力量。
釋放
藏金術師停止使用金屬意識，不再汲取力量。
金屬意識
藏金術師用來儲存藏金術力量的特殊金屬，命名方法以金屬素材來取名，如:鐡意識等
金影
燃燒金或脈天金所看見的幻影，代表一個人過去或如果做出不同選擇後的現況。
燃燒金會看見自己的金影，燃燒脈天金則會看見他人的金影。

## 其他
金屬在迷霧之子的世界中具有特殊的地位。即使是神，也無法干涉或窺探由金屬組成的事物。
此外，鋁與其合金不會被鎔金術影響。